# Art Residences by Armani/Casa
L'Art Residences by Armani/Casa est un ensemble de deux gratte-ciel résidentiels de 222 mètres construits en 2017 à Chengdu en Chine. 